# George Thorogood
George Lawrence Thorogood, född 24 februari 1950 i Wilmington, Delaware, är en amerikansk sångare och gitarrist inom blues och bluesrock. Thorogood, som är känd för sitt slidegitarrspel på elgitarr, har bland annat spelat in låtar av John Lee Hooker och Elmore James i bluesrockversioner. Han spelar med bandet The Destroyers.
Innan han gick över helt till musiken spelade Thorogood också halvprofessionell baseboll i ett Delaware-lag som låg i Roberto Clemente-ligan.

## The Destroyers
Nuvarande medlemmar
- George Thorogood – sång, sologitarr
- Jeff Simon – trummor, percussion (1973– )
- Billy Blough – basgitarr (1976– )
- Jim Suhler – kompgitarr (1999– )
- Buddy Leach – saxofon (2003– )

Tidigare medlemmar
- Michael Levine – basgitarr (1973–1976)
- Ron Smith – kompgitarr (1974–1980)
- Hank "Hurricane" Carter – saxofon (1980–2003)
- Ian Stewart – keyboard (1982)
- Steve Chrismar – kompgitarr (1985–1993)
- Waddy Wachtel – gitarr (1997)

## Diskografi

### Studioalbum med the Destroyers
- 1974 – Better Than the Rest
- 1977 – George Thorogood & The Destroyers
- 1978 – Move It On Over
- 1980 – More George Thorogood & The Destroyers
- 1982 – Bad to the Bone
- 1985 – Maverick
- 1986 – Nadine
- 1988 – Born to Be Bad
- 1991 – Boogie People
- 1992 – I'm Wanted
- 1993 – Haircut
- 1997 – Rockin' My Life Away
- 1999 – Half a Boy/Half a Man
- 2003 – Ride 'Til I Die
- 2003 – Who Do You Love?
- 2006 – The Hard Stuff
- 2009 – The Dirty Dozen
- 2011 – 2120 South Michigan Ave.

### Livealbum med the Destroyers
- 1986 – Live
- 1995 – Live: Let's Work Together
- 1999 – Live In '99
- 2004 – 30th Anniversary Tour

### Samlingsalbum med the Destroyers
- 1992 – The Baddest of George Thorogood and the Destroyers
- 2004 – Greatest Hits: 30 Years of Rock
- 2007 – Taking Care of Business (Dubbel-CD med Ride 'Till I Die (med 2 bonuslåtar) & 30th Anniversary Tour)

### Studioalbum (solo)
- 2017 – Party of One[3]